# Jean Asselborn
Jean Asselborn (Steinfort, Luxemburgo, 27 de abril de 1949) é um político luxemburguês que cumpre as funções de ministro dos Negócios Estrangeiros no governo do Luxemburgo desde 2004. Foi também vice-primeiro-ministro de 2004 a 2013 no governo de Jean-Claude Juncker.

## Distinções
- Grã-Cruz da Ordem do Mérito da República Federal da Alemanha (dezembro de 2010)
- Comendador da Ordem Nacional da Legião de Honra da República Francesa (outubro de 2013)